# Rakovski Nunatak
Rakovski Nunatak är en nunatak i Antarktis. Den ligger i Sydshetlandsöarna. Argentina, Chile och Storbritannien gör anspråk på området. Toppen på Rakovski Nunatak är 430 meter över havet.
Terrängen runt Rakovski Nunatak är kuperad västerut, men österut är den platt. Havet är nära Rakovski Nunatak åt nordost. Trakten är glest befolkad. Närmaste befolkade plats är St. Kliment Ohridski Base, 17,7 kilometer sydväst om Rakovski Nunatak. 